# Li Jinxi
Lí Jǐnxī (chin. 黎锦熙; geb. am 2. Februar 1890 in Xiāngtán; gest. am 27. März 1978 in Běijīng) war ein chinesischer Sprachwissenschaftler und Pädagoge.

## Biografie

### Jugend

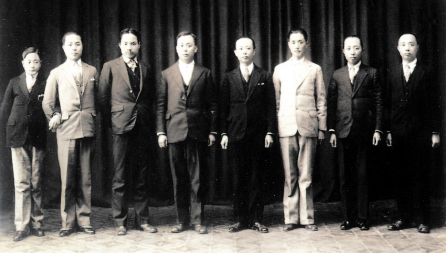
Die acht Brüder Lí 1930 in Běijīng. Von rechts nach links: Lí Jǐnxī 黎錦熙, Lí Jǐnhuī 黎錦暉, Lí Jǐnyào 黎錦耀, Lí Jǐnshū 黎錦紓, Lí Jǐnjiǒng 黎錦炯, Lí Jǐnmíng 黎錦明, Lí Jǐnguāng 黎錦光 und Lí Jǐnyáng 黎錦揚 (Chin Yang Lee).

Lí kam als der älteste von acht Brüdern in einer Literatenfamilie zur Welt. Im Alter von fünfzehn Jahren erreichte er 1905 bei der Kaiserlichen Beamtenprüfung die erste Stufe eines Xiùcái. Ein Jahr später ging er unter dem Einfluss des Aufstandes von Píngxiāng, Liúyáng und Lǐlíng (in Húnán und Jiāngxī) nach Chángshā, wo er gemeinsam mit Zhāng Zǐpíng (1893–1959) eine Gesellschaft für moralische Erziehung (Dé yù huì 德育會) initiierte. Daraufhin wurde ein Haftbefehl gegen ihn erlassen und er floh zurück in seine Heimatstadt. 1907 wurde er in Běijīng in eine Eisenbahningenieursausbildung aufgenommen. Im folgenden Jahr wurde die Schule durch ein Feuer zerstört und Lí ging zurück nach Húnán. Er begann eine Lehrerausbildung, die er drei Jahre später als Bester seines Jahrganges abschloss.

### Republik
Ab 1912 gab Lí Jǐnxī eine Reihe von Lehrbüchern für die Grundschule heraus. Dabei nahm er u. a. den Roman Die Reise in den Westen in den Lehrplan auf und propagierte eine Bildungsreform, darunter die Abschaffung des Achtgliedrigen Aufsatzes, der im Zentrum der traditionellen Bildung gestanden hatte.
1914 wurde Lí Lektor für Geschichte am Ersten Pädagogischen Institut der Provinz Hunan (Húnán Shěnglì Dì-yī Shīfàn Xuéxiào 湖南省立第一師範學校). Unter seinen Schülern war Máo Zédōng.
1915 ging Lí auf Einladung des Bildungsministeriums nach Běijīng und arbeitete als Herausgeber und Lektor von Lehrbüchern. Im folgenden Jahr war er einer der Mitbegründer der Forschungsgesellschaft der Republik China und vertrat auf deren Gründungsversammlung die Vereinheitlichung der Nationalsprache (guóyǔ tǒngyī 國語統一, d. h. die Schaffung einer einheitlichen Standardaussprache des Chinesischen) sowie die Vereinheitlichung von Umgangs- und Schriftsprache (yán-wén yīzhì 言文一致, d. h. die Ersetzung des klassischen Chinesisch durch eine an der Umgangssprache orientierte Schriftsprache). 1918 regte er gemeinsam mit anderen den Erlass für die Einführung der Phonetischen Schrift (zhùyīn zìmù 注音字母) für das Chinesische an. 1920 erwirkte er gemeinsam mit anderen einen Erlass, nach dem in den Grund- und Mittelschulen nicht mehr klassisches Chinesisch, sondern die moderne Umgangssprache zu unterrichten sei.
1920 wurde Lí Professor am Institut für die Nationalsprache der Pädagogischen Hochschule Běijīng (Běijīng Gāoděng Shīfàn Xuéxiào 北京高等師範學校). Er hielt Vortragsreihen in zahlreichen Städten ab. 1923 wurde er zusätzlich Professor an der Universität Běijīng, an der Pädagogischen Frauenuniversität Běijīng (Běijīng Nǚzǐ Shīfàn Dàxué 北京女子師範大學) sowie an der Yànjīng-Universität und gründete gemeinsam mit Qián Xuántóng 錢玄同, Zhào Yuánrèn und anderen die Studiengesellschaft für eine Lateinschrift für die Landessprache (Guóyǔ Luómǎzì Pīnyīn Yánjiūhuì 國語羅馬字拼音研究會). Im gleichen Jahr wurde er Leiter der neu gegründeten Redaktion des Wörterbuches der Nationalsprache (Guóyǔ cídiǎn 國語辭典).

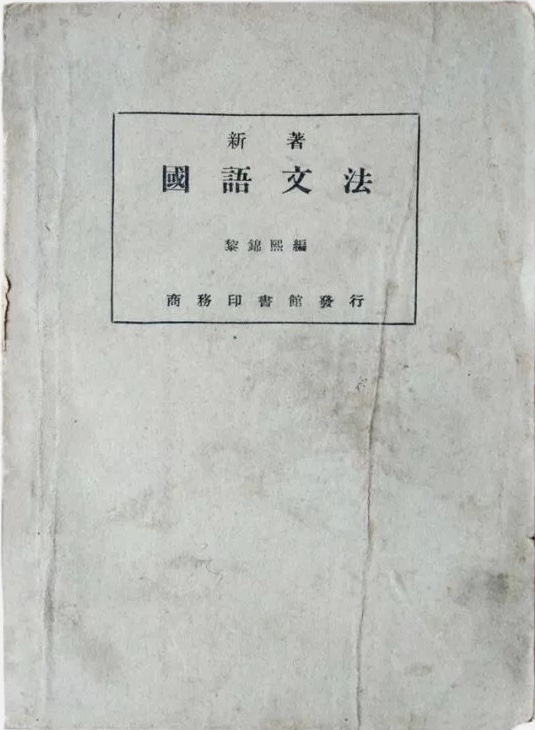
»Neue Grammatik der Nationalsprache«

1924 veröffentlichte Lí seine »Neue Grammatik der Nationalsprache« (Xīnzhù guóyǔ jiàoxuéfǎ 《新著國語教學法》), die erste Monografie über die Umgangssprache als schriftliches Medium. Lís Darstellung orientierte sich dabei an der englischen Grammatik von John Nesfield sowie den Satzdiagrammen von Alonzo Reed und Brainerd Kellogg. Lís Grammatik sollte bis zum Erscheinen des »Provisorischen Grammatiksystems für den Chinesischunterricht« (Zànnǐ Hànyǔ jiàoxué yǔfǎ xìtǒng 《暂拟汉语教学语法系统》) im Jahr 1956 das Standardwerk über die Grammatik des modernen Chinesisch bleiben.
1926 veröffentlichte Lí gemeinsam mit Zhào Yuánrèn und Qián Xuántóng ein neues System zur Transkription des Chinesischen in die lateinische Schrift, Gwoyeu Romatzyh (Guóyǔ Luómǎzì 國語羅馬字, »Lateinschrift für die Landessprache«). 1928 wurde Lí Dekan des Ersten Pädagogischen Instituts der Staatlichen Universität Běipíng (Guólì Běipíng Dàxué 國立北平大學).

### Krieg
1937 begann der Widerstandskrieg gegen Japan, und mehrere Universitäten wurden aus Běijīng nach Xī’ān verlegt und dort zur Provisorischen Staatlichen Universität Xī’ān (Guólì Xī’ān Línshí Dàxué 國立西安臨時大學) zusammengefasst; Lí Jǐnxī wurde Professor und Dekan der Fakultät für chinesische Sprache und Literatur jener Universität. Mit dem Vorrücken der japanischen Truppen wurde die Universität 1938 weiter nach Hànzhōng verlegt und in Vereinigte Staatliche Universität des Nordwestens (Guólì Xīběi Liánhé Dàxué 國立西北聯合大學) umbenannt. 1939 wurde ein Teil dieser Hochschule ausgegliedert und als Staatliches Pädagogisches Institut des Nordwestens (Guólì Xīběi Shīfàn Xuéyuàn 國立西北師範學院) noch weiter ins Landesinnere, nach Lánzhōu verlegt; Lí wurde pädagogischer Leiter des Instituts. Nach der Niederlage Japans im Jahr 1945 wurde Lí Rektor des Instituts. Kurz vor dem VI. Parteitag der Guómíndǎng wurde Lí als Teil einer von Zhū Jiāhuá 朱家驊 und Chén Lìfū 陳立夫 vorgeschlagenen Liste »herausragendster Professoren« von Jiǎng Jièshí in die Partei aufgenommen. 1946 wurde das Staatliche Pädagogische Institut zurück nach Běijīng verlegt.

### Volksrepublik
1949 gründete Lí Jǐnxī gemeinsam mit Wú Yùzhāng, Mǎ Xùlún 馬叙倫, Fàn Wénlán 範文瀾, Chéng Fǎngwú 成仿吾, Guō Mòruò und Máo Dùn auf Anweisung von Máo Zédōng die Chinesische Gesellschaft für Schriftreform (Zhōngguó Wénzì Gǎigé Xiéhuì 中國文字改革協會). 1950 wurde Lí neben seiner Professur und seiner Tätigkeit als Dekan der Fakultät für Chinesisch an der Pädagogischen Hochschule Běijīng (Běijīng Shīfàn Dàxué 北京師範大學) Leiter der Redaktion für das »Große chinesische Wörterbuch« (Zhōngguó dàcídiǎn 中國大辭典). 1955 wurde er Mitglied der Chinesischen Akademie der Wissenschaften.
Zu Beginn der Kulturrevolution im Jahr 1966 war Lí Kritik und Verfolgung ausgesetzt. Seine Wohnung wurde verwüstet, seine Bibliothek und sein Archiv beschlagnahmt, seine Konten eingefroren und sein Gehalt einbehalten. Er konnte in jener Zeit insgeheim dennoch mehr als dreißig Schriften verfassen, die später in acht Bänden unter dem Titel Zhōngguó wénzì gǎigé yùndòng zǒng píngjiàn hé xīn jìnchéng《中国文字改革运动总评鉴和新进程》 erscheinen sollten. 1972 konnte er nach persönlicher Intervention von Máo Zédōng und Zhōu Ēnlái einen traditionellen Wohnhof (sìhéyuàn) beziehen und hatte damit wieder günstige Wohn- und Arbeitsbedingungen. Außerdem wurde ihm wieder Personal zugewiesen. 1976 traf er mit der ersten Delegation US-amerikanischer Sprachwissenschaftler zusammen, die China besuchte.
In den Jahren 1949–1978 wurde Lí als Abgeordneter zur I., II., und V. Nationalen Politischen Konsultativkonferenz des Chinesischen Volkes sowie als Abgeordneter zum I., II. und III. Nationalen Volkskongress gewählt.
Noch am Tag seines Todes, dem 27. März 1978, arbeitete Lí an einer Niederschrift einer Rede über die Standardisierung des Chinesischunterrichts.

## Werke (Auswahl)
- Xīnzhù guóyǔ jiàoxuéfǎ 《新著國語教學法》. Shāngwù yìnshūguǎn 商務印書館 1924.
- Xīnzhù guóyǔ wénfǎ 《新著國語文法》. Shāngwù yìnshūguǎn 商務印書館 1924; 21. Auflage 1955.
- Zhùyīn Hànzì 《注音漢字》. Shāngwù yìnshūguǎn 商務印書館 1933, 1937.
- Bǐjiào wénfǎ (cíwèi yǔ jùshì) 《比較文法（詞位與句式）》. Běipíng zhùzhě shūdiàn 北平著者書店 1933.
- Guóyǔ yùndòng shǐgāng 《國語運動史綱》. Shāngwù yìnshūguǎn 商務印書館 1934.
- Jiànshè de “dàzhòngyǔ” wénxué 《建設的“大衆語”文學》. Shāngwù yìnshūguǎn 商務印書館 1936.
- Fāngzhì jīn yì 《方志今議》. Shāngwù yìnshūguǎn 商務印書館 1940.
- Xīn guówén jiàoxuéfǎ 《新國文教學法》. Běijīng Shīfàn Dàxué chūbǎnshè 北京師範大學出版社 1950.
- Zhōnghuá xīn yùn 《中華新韵》. Shāngwù yìnshūguǎn 商務印書館 1950.
- Zěnyàng jiàoxué Zhōngguó yǔfǎ 《怎樣教學中國語法》. Shāngwù yìnshūguǎn 商務印書館 1953.
- Hànyǔ yǔfǎ jiàocái 《汉语语法教材》. Shāngwù yìnshūguǎn 商务印书馆 1957, 1959, 1962; mit Liú Shìrú 刘世儒.
- Wénzì gǎigé lùncóng 《文字改革论丛》. Wénzì gǎigé chūbǎnshè 文字改革出版社 1957.
- Hànyǔ guīfànhuà de jīběn gōngjù — cóng zhùyīn zìmǔ dào pīnyīn zìmǔ 《汉语规范化的基本工具——从注音字母到拼音字母》. Jiāngsū rénmín chūbǎnshè 江苏人民出版社 1957.
- Hànyǔ guīfànhuà lùncóng 《汉语规范化论丛》. Wénzì gǎigé chūbǎnshè 文字改革出版社 1957.
- Wénzì gǎigé lùncóng 《文字改革论丛》. Wénzì gǎigé chūbǎnshè 文字改革出版社 1957.
- Fāngzhì jīn yì 《方志今议》. Zhōngguó zhǎnwàng chūbǎnshè 中国展望出版社 1982.